# William Stevenson (atleet)
William Edwards Stevenson (Chicago, 25 oktober 1900 - Fort Myers, 2 april 1985) was een Amerikaans atleet.

## Biografie
Stevenson won tijdens de Olympische Zomerspelen 1924 in het Franse Parijs de gouden medaille op de 4x400 meter estafette.

## Palmares

### 4x400 m estafette
- 1924:  OS - 3.16,0 WR

1912: Sheppard, Lindberg, Meredith, Reidpath ·
1920: Griffiths, Lindsay, Ainsworth-Davis, Butler ·
1924: Cochran, Helffrich, MacDonald, Stevenson ·
1928: Baird, Alderman, Spencer, Barbuti ·
1932: Fuqua, Ablowich, Warner, Carr ·
1936: Wolff, Rampling, Roberts, Brown ·
1948: Harnden, Bourland, Cochran, Whitfield ·
1952: Wint, Laing, McKenley, Rhoden ·
1956: Jenkins, Jones, Mashburn, Courtney ·
1960: Yerman, Young, G. Davis, O. Davis ·
1964: Cassell, Larrabee, Williams, Carr ·
1968: Matthews, Freeman, James, Evans ·
1972: Asati, Nyamau, Ouko, Sang ·
1976: Frazier, Brown, Newhouse, Parks ·
1980: Valiulis, Linge, Tsjernetski, Markin ·
1984: Nix, Armstead, Babers, McKay ·
1988: Everett, Lewis, Robinzine, Reynolds ·
1992: Valmon, Watts, Johnson, Lewis ·
1996: Harrison, Smith, Mills, Maybank ·
2000: Bada, Chukwu, Monye, Udo-Obong  ·
2004: Harris, Brew, Wariner, Williamson ·
2008: Merritt, Taylor, Neville, Wariner ·
2012: Brown, Pinder, Mathieu, Miller ·
2016: Hall, McQuay, Roberts, Merritt ·
2020: Cherry, Norman, Deadmon, Benjamin ·
2024: Bailey, Norwood, Deadmon, Benjamin
- Gemeinsame Normdatei: 1189838591
- International Standard Name Identifier: 0000 0000 3981 1469
- Library of Congress Control Number: n92121900
- National Archives and Records Administration: 10573746
- SNAC: w6862gj3
- Virtual International Authority File: 4134854
- WorldCat: E39PBJw8TDjy6xVyfch6BYm8G3